# Mindy McCready
Malinda Gayle „Mindy“ McCready (* 30. November 1975 in Fort Myers, Florida; † 17. Februar 2013 in Heber Springs, Cleburne County, Arkansas) war eine US-amerikanische Country-Pop-Sängerin, die Mitte der 1990er Jahre für kurze Zeit Karriere machte.

## Leben
Gegen den Willen ihrer Eltern zog Mindy McCready zwei Jahre nach Schulabschluss aus ihrer Heimat Florida nach Nashville, um in der Music City eine Karriere als Country-Sängerin zu starten. Sie nahm zunächst verschiedene Bürojobs an und versuchte, mit Bandaufzeichnungen ihrer Karaoke-Darbietungen ausgerüstet, das Interesse von Schallplattenfirmen zu gewinnen. Die Produzenten Norro Wilson und David Malloy wurden schließlich auf ihr Talent aufmerksam. Nach Produktion eines professionellen Demos kam 1996 ein Schallplattenvertrag mit dem zu RCA gehörenden BNA-Label zustande.
McCready veröffentlichte 1996 ihr Debüt-Album Ten Thousand Angels, das zu einem überraschenden Erfolg wurde. Es verkaufte sich über zwei Millionen Mal und erreichte Platin-Status. Zum guten Teil war dieser Erfolg ihrer Nähe zur Pop-Musik zu verdanken. Vier ausgekoppelte Singles wurden zu Hits, darunter Guys Do It All The Time, das Platz eins der Country-Charts erreichte. Es folgten Tourneen mit Alan Jackson und George Strait.
Ihr zweites Album, If I Don’t Stay The Night, erschien Ende 1997. Es wurde vergoldet, allerdings konnten sich keine Songs mehr im oberen Bereich der Single-Charts platzieren. 1999 wurde ihr Schallplattenvertrag nach ständig schlechter werdenden Verkaufszahlen beendet. Ein Hauptgrund war ihre notorische Unzuverlässigkeit und Unberechenbarkeit. Außerdem gab es Streitereien mit dem Label-Management, die teilweise in der Öffentlichkeit ausgetragen wurden.
Mindys persönliche Situation verschlechterte sich dramatisch. So erwischte man sie, als sie mit einem gefälschten Rezept ein starkes Schmerzmittel erwerben wollte. Es gab Anklagen wegen Drogenbesitzes und Fahren unter Alkoholeinfluss. Im Mai 2005 wurde sie von ihrem Ex-Freund Billy McKnight so schwer zusammengeschlagen, dass dieser sich wegen Mordversuch vor Gericht verantworten musste. Es folgten Verstöße gegen Bewährungsauflagen und Selbstmordversuche. Zwischenzeitlich versöhnte sie sich wieder mit McKnight, nachdem sie von ihm ein Kind erwartete, und es wurde sogar eine gemeinsame Single produziert. Ihr Sohn wurde am 25. März 2006 geboren.
Nach einem heftigen Streit mit ihrer Mutter und ihrer daraus folgenden Festnahme im Juli 2007 in Fort Myers wurde sie wegen weiterer Verstöße gegen die zweijährigen Bewährungsauflagen im September 2007 in Nashville zu einem Jahr Gefängnis verurteilt, jedoch am 31. Dezember 2007 vorzeitig aus der Haft wieder entlassen. McCready nahm an der dritten Staffel der Reality-TV-Show Celebrity Rehab with Dr. Drew teil und ließ sich während ihres Drogenentzuges begleiten. 2010 versuchte McCready mit dem Album I’m Still Here ein Comeback.
Am 17. Februar 2013 beging sie Suizid. Wenige Wochen zuvor war ihr Lebensgefährte und Vater ihres zweiten Sohnes, der Produzent David Wilson, gestorben, vermutlich ebenfalls durch Selbsttötung. Bei der Beerdigung von McCready sangen und sprachen Country-Stars wie Lorrie Morgan, Bryan White und Bekka Bramlett.
Im Mai 2015 wurde das Musical McCready mit Jennifer Blake in der Hauptrolle uraufgeführt. Im Herbst 2016 erreichte das Musical den Off-Broadway und ein weiteres Jahr später wurde die dazugehörige EP mit drei Titeln veröffentlicht.

## Diskografie

### Alben
| Jahr | Titel                     | Höchstplatzierung, Gesamtwochen, AuszeichnungChartplatzierungen (Jahr, Titel, Platzierungen, Wochen, Auszeichnungen, Anmerkungen) | Höchstplatzierung, Gesamtwochen, AuszeichnungChartplatzierungen (Jahr, Titel, Platzierungen, Wochen, Auszeichnungen, Anmerkungen) | Höchstplatzierung, Gesamtwochen, AuszeichnungChartplatzierungen (Jahr, Titel, Platzierungen, Wochen, Auszeichnungen, Anmerkungen) | Anmerkungen |
| Jahr | Titel                     | UK | US | Country | Anmerkungen |
| ---- | ------------------------- | --- | --- | --- | ----------- |
| 1996 | Ten Thousand Angels       | — | US40 ×2Doppelplatin · (58 Wo.)US                                                                                                  | Country5 (104 Wo.)Country |             |
| 1997 | If I Don’t Stay The Night | — | US83 Gold · (9 Wo.)US | Country12 (40 Wo.)Country |             |
| 1999 | I’m Not So Tough          | — | US155 (1 Wo.)US | Country17 (11 Wo.)Country |             |
| 2002 | Mindy McCready            | — | — | Country29 (5 Wo.)Country |             |
| 2010 | I’m Still Here            | — | — | Country71 (1 Wo.)Country |             |

### Kompilationen
| Jahr | Titel                | Höchstplatzierung, Gesamtwochen, AuszeichnungChartplatzierungen (Jahr, Titel, Platzierungen, Wochen, Auszeichnungen, Anmerkungen) | Höchstplatzierung, Gesamtwochen, AuszeichnungChartplatzierungen (Jahr, Titel, Platzierungen, Wochen, Auszeichnungen, Anmerkungen) | Höchstplatzierung, Gesamtwochen, AuszeichnungChartplatzierungen (Jahr, Titel, Platzierungen, Wochen, Auszeichnungen, Anmerkungen) | Anmerkungen                                     |
| Jahr | Titel                | UK | US | Country | Anmerkungen                                     |
| ---- | -------------------- | --- | --- | --- | ----------------------------------------------- |
| 1999 | CMT Girls’ Night Out | — | — | Country30 (13 Wo.)Country | mit Sara Evans, Martina McBride & Lorrie Morgan |
| 2000 | Super Hits           | — | US156 (1 Wo.)US | Country46 (14 Wo.)Country | Platzierung in den Billboard 200 erst 2013      |

Weitere Kompilationen
- 2003: Platinum & Gold Collection
- 2004: All American Country

### Singles
| Jahr | Titel Album                                                    | Höchstplatzierung, Gesamtwochen, AuszeichnungChartplatzierungen (Jahr, Titel, Album, Platzierungen, Wochen, Auszeichnungen, Anmerkungen) | Höchstplatzierung, Gesamtwochen, AuszeichnungChartplatzierungen (Jahr, Titel, Album, Platzierungen, Wochen, Auszeichnungen, Anmerkungen) | Höchstplatzierung, Gesamtwochen, AuszeichnungChartplatzierungen (Jahr, Titel, Album, Platzierungen, Wochen, Auszeichnungen, Anmerkungen) | Anmerkungen         |
| Jahr | Titel Album                                                    | UK | US | Country | Anmerkungen         |
| ---- | -------------------------------------------------------------- | --- | --- | --- | ------------------- |
| 1996 | Ten Thousand Angels                                            | — | — | Country6 (23 Wo.)Country |                     |
| 1996 | Guys Do It All the Time Ten Thousand Angels                    | — | US72 (9 Wo.)US | Country1 (20 Wo.)Country |                     |
| 1996 | Maybe He’ll Notice Her Now Ten Thousand Angels                 | — | — | Country18 (20 Wo.)Country | mit Richie McDonald |
| 1997 | A Girl’s Gotta Do (What a Girl’s Gotta Do) Ten Thousand Angels | — | — | Country4 (20 Wo.)Country |                     |
| 1997 | What If I Do If I Don’t Stay the Night                         | — | — | Country26 (18 Wo.)Country |                     |
| 1998 | You’ll Never Know If I Don’t Stay the Night                    | — | — | Country19 (20 Wo.)Country |                     |
| 1998 | The Other Side of This Kiss If I Don’t Stay the Night          | — | — | Country41 (12 Wo.)Country |                     |
| 1998 | Oh Romeo If I Don’t Stay the Night                             | UK41 (4 Wo.)UK | — | — |                     |
| 1998 | Let’s Talk About Love Country Cares for Kids                   | — | — | Country68 (1 Wo.)Country |                     |
| 1999 | One in a Million I’m Not So Tough                              | — | — | Country57 (6 Wo.)Country |                     |
| 1999 | All I Want Is Everything I’m Not So Tough                      | — | — | Country46 (9 Wo.)Country |                     |
| 2000 | Scream Mindy McCready                                          | — | — | Country46 (13 Wo.)Country |                     |
| 2002 | Maybe, Maybe Not Mindy McCready                                | — | — | Country49 (9 Wo.)Country |                     |

Weitere Singles
- 2002: Lips Like Yours
- 2008: I’m Still Here
- 2010: I Want a Man

### Gastbeiträge
- 2009: Sweeter (mit Billy McKnight)